# اسویره پیترسن
اسویره پیترسن (انگلیسی: Sverre Petterssen; ۱۹ فوریهٔ ۱۸۹۸ – ۳۱ دسامبر ۱۹۷۴) دانشمند در زمینه ریاضیات اهل نروژ بود.
وی همچنین برندهٔ جوایزی همچون جایزه سازمان بین‌المللی هواشناسی شده‌است.